# 43804 Peterting
43804 Peterting è un asteroide della fascia principale. Scoperto nel 1991, presenta un'orbita caratterizzata da un semiasse maggiore pari a 3,2082925 UA e da un'eccentricità di 0,1527371, inclinata di 7,46786° rispetto all'eclittica.